# 徐学功
徐学功（1842年—1912年），字仲敏，新疆迪化南山（今乌鲁木齐县南山）人，祖籍甘肃凉州府。同治三年（1864年），新疆发生同治新疆回乱。徐学功聚数万汉民在迪化南山等地组成民团自保，屯田自足。到光绪二年（1876年），徐学功先后与妥明、阿古柏及俄罗斯帝国进行过数十次战斗。在此期间，徐学功的七个兄弟均战死疆场。同治十二年（1873年），受乌鲁木齐都统景廉节制，其部被编为振武中营。光绪二年，徐学功随陕甘总督左宗棠收复新疆。因功授总兵，后因故被革职，后又被重新启用，任参将等职。徐学功在民间有“南山王”、“关外三义士”之一等称号。徐学功是《清史稿》中唯一列有传记的新疆汉人。

## 生平

### 家庭与早期生活
徐学功的祖父是徐正泰，曾驻守于甘肃省凉州府，任千总。乾隆四十二年（1777年），徐正泰调防迪化（今乌鲁木齐市），其家人也随之前往。后徐正泰官升守备，从此徐家在迪化定居。徐学功的父亲是徐登治，任达坂城把总，其主要职责为管理南山头工、二工以及七工的屯田事物（今永丰镇到板房沟镇一带）。徐学功于道光二十二年（1842年）出生，从小务农，12岁时拜师习武。习得一身武艺后，因在乡里勇略过人，乡里称他为“徐无敌”。徐学功有七位兄弟，他排行老二，徐学信为他的大哥，他的弟弟分别是徐学明、徐学忠、徐学孝、徐学第、徐学策以及徐学义。

### 与妥明的战斗
同治三年（1864年），同治新疆回乱开始，妥明、索焕章等人率回民反清起事，先后攻下迪化城（今乌鲁木齐市天山区一带）和巩宁城（今乌鲁木齐市沙依巴克区一带），随后妥明自称清真王，建立割据政权。围困巩宁城时，徐学功随父亲从南山向巩宁城运送粮草，因为围困，徐学功采取将驮负粮食的马匹和骆驼赶入壕内，让城内人员顺绳而下取粮食。在妥明围困巩宁城之时，徐学功的三个弟弟徐学明、徐学忠和徐学孝均战死在此次围城战中。巩宁城失守后，徐学功与屯丁向南山撤退，妥明部随即追击。然而徐学功率领屯丁和百姓超过2000人，在和阳渠（今乌鲁木齐县板房沟镇附近）截击了妥部，首战告捷。
随后，徐学功开始率人在南山修建碉堡并开始练兵。与此同时，妥明又先后占领了迪化府的昌吉县、阜康县、古城（今昌吉回族自治州奇台县）以及绥来县（今昌吉回族自治州玛纳斯县）、库尔喀喇乌苏等地。随即开始对当地汉人进行屠杀，数以万计的人死于妥明刀下。大量死里逃生的当地汉人开始逃亡，其中数万人携牲畜、财务和家属投奔徐学功处。徐学功和他的师父吕六爷等人挑选强壮者400-500人组成民团，并分别驻扎大、小东沟、板房沟、永丰渠等地。而来到此地的老弱和妇女有的在山中放牧，有的则耕种生产。另外，劫掠回人的钱财也成为徐学功的民团财政来源之一。除此之外，徐学功和玛纳斯县的以赵兴体为首领的民团、乌苏以李志为首领的民团、吉木萨尔以孔才为首领的民团等各地民团取得联系，相互支援。
在这样的训练和设防下，徐学功率其民团数次击退前来袭扰的妥明部。不过终因寡不敌众，徐学功退离南山。同治四年（1865年），为了躲避妥明的屠杀，一支千余人的流民队伍在首领高四的带领下抵达古尔班通古特沙漠南缘北沙窝道古河道拐弯处，昌吉县呼图壁城（今昌吉回族自治州呼图壁县）西北90多公里处（今新疆生产建设兵团第六师一〇六团团场一带）的马桥子处休憩。随后在此地修筑马桥城，安营练兵。从南山退兵的徐学功先后转移至昌吉县、呼图壁城、芳草湖等地，最终前往马桥城与高四民团会和，高四敬重徐学功，徐学功成为这支民团的首领。随着实力的增强，徐学功又在马桥城西北又修建了一座小城，即下马桥城。随后，徐学功乘巩宁城空虚之际，曾一度占领巩宁城。然而后因妥明部兵力雄厚，弃城再次退守南山。同治七年（1868年）六月，妥明集结吐鲁番元帅马仲（马忠）、马占奎、马全等人的部队，开始进攻徐学功营地。徐学功采取“步队居中，马队环外，敌前则退，敌退则前”的战术与妥明部周旋十余天。并在妥明部不备之时突然袭击，妥明部大败而归。马占奎、马全等人毙命，而徐学功的兄长徐学信也在此役中阵亡。此后，徐学功多次与妥明交战，每次都用骑兵冲锋陷阵，先后击杀妥明部上万人。

### 与阿古柏合攻妥明
在妥明于天山一带攻城略地的同时，阿古柏在南疆占领了库车、和阗、喀什噶尔等地并建立地方割据政权。并于公元1867年（同治六年），阿古柏称“毕杜勒特埃米尔（洪福汗）”，并建立洪福汗国。阿古柏的势力逐渐占领南疆全部地区并开始向北疆扩张。同治九年（1870年），阿古柏听闻徐学功之名，欲与徐共同攻击妥明。为了和徐学功共同攻打吐鲁番，阿古柏称愿将南疆八城贡献给清廷，并请求徐学功推荐自己为哈密王。徐学功与阿古柏一起开始围攻吐鲁番，徐派遣1500名士兵加入围攻吐鲁番的队伍，还提供了数千只棉羊、数百匹匹马、数百头牛以及粮食、绸缎、茶叶等大量物资。在经过近一年的围困后，妥明部下吐鲁番元帅马仲最终投降献城。随后阿古柏直逼迪化、巩宁二城，阿古柏部驻扎在离乌鲁木齐30里的废城达克雅努斯（Daquanus Shahri，疑似为乌拉泊古城）。然而此时已经进入冬季，这一年的冬天异常寒冷，阿古柏的士兵将领多来自在温暖的南疆和中亚，他们不得不依靠徐学功送来的数百车煤炭以保持体温。在此驻扎近一月后，妥明派数万人进攻阿古柏部，最终失利。妥明被迫投降逃离。此时，阿古柏已经将吐鲁番、乌鲁木齐一带划入自己的势力范围。为犒劳徐学功，阿古柏赠予徐学功大量礼物，并许诺马仲来年秋季归还徐学功小麦一万袋。不过之后因为徐学功与阿古柏交恶，拒绝了阿古柏的馈赠。

### 与阿古柏的决裂
关于徐学功和阿古柏交恶的主要导火索是阿古柏命降将马仲作为当地阿奇木伯克而徐学功未得一职，徐学功对此极为不满。不过在此之前，二人互相已经多有不满。阿古柏认为徐学功徐学功勇猛却无远识，加上虽然百战却不得一阶，故而轻视的态度使得二人关系急转直下。除此之外，因为阿古柏占领昌吉、绥来、呼图壁等地时，要求当地无论回汉，均剃头易服，不仅执行严苛的刑法，还加重赋税甚至掠夺庄园等暴行，也使得徐学功对阿古柏不满。《伊米德史》中记载徐学功因为和马仲有仇，方才帮助阿古柏，借机消灭马仲。然而马仲的投降使得徐学功的愿望没有实现。最终，马仲上任阿奇木伯克使得徐、阿二人关系彻底破裂。关于徐学功和阿古柏的关系，亚历克塞·库罗帕特金所著《喀什噶尔》一书中也有所记录。徐学功在协助阿古柏拿下乌鲁木齐、古牧地（今乌鲁木齐市米东区古牧地镇）、绥来县、古城等地后，因为这些地方大都是攻占而得，所以最初这些地方的管辖权均属于徐学功。然而当阿古柏借助汉人的力量占领这些城镇后，开始改变对汉人的态度。开始排挤汉人，并解散由汉人组成的队伍。阿古柏的部队和投降的妥明部队开始接管这些地方，徐学功则必须服从于他们。这使得受辱的徐学功最终选择离开。
同治十年（1871年）四月，阿古柏命降将马官围攻南山，双方在灵应台（今沙依巴克区永丰镇）首战。而在此时，妥明派亲信与徐学功言和，并约定共同攻击阿古柏。此战，徐学功乘着夜色攻击马官营地，并斩杀了马官。徐学功随即联络沈廷秀、赵兴体、孔才等民团，分路攻打昌吉县县城、绥来县县城、古城县城，徐学功则率部攻打巩宁城，并一举攻克巩宁城且对迪化城形成包围。然而因为其他民团的攻城战纷纷失败，孤木难支的徐学功部不得不从巩宁城撤离。七月，马仲部从绥来县回援，驻扎在仓房沟，并对撤退的徐学功部进行包围。在面对敌众我寡的局势，徐学功向其弟弟徐学策交代后事后，单骑冲向敌营，在与马仲擦肩而过之时，用马锤将其击打坠马，最终擒杀马仲。看见马仲被擒，徐学策趁马仲部大乱之际出兵拦击，斩杀超过500人。对于徐学功和马仲之战，《伊米德史》记载为起因是同治十年（1871年）初夏，徐学功向马仲所要阿古柏答应的一万袋小麦，然而当时正当青黄不接的初夏，马仲希望日后偿还。徐学功并不答应，故而攻击马仲部。
随着马仲之死，阿古柏委任纳尔·穆罕默德·帕尔瓦尼奇为埃米尔，率数千人的部队支援乌鲁木齐。然而当他们在南山围攻徐学功之际，妥明部趁机占领迪化、巩宁二城，迫使阿古柏军队驻扎在乌鲁木齐城郊。阿古柏又派吐鲁番艾克木汗吐烈等人率部支援乌鲁木齐。当艾克木汗吐烈占领乌鲁木齐两城之后，徐学功和回民军队组成联军先后攻克阿古柏分布在乌鲁木齐两城周围的数个据点，再次占领巩宁城，且围困艾克木汗吐烈于迪化城四个月之久。直到清同治十一年末到同治十二年初（回历1289年，公元1871年到1872年之际），阿古柏派其长子伯克库力伯克（Beg Quli Beg）率兵前往支援。徐学功派其弟徐学第与回族将领马金贵前往达坂城阻击伯克库力伯克的援军，并在此与伯克库力伯克交战超过40天，最终徐学弟、马金贵双双战死。伯克库力伯克进而进攻乌鲁木齐，驻守迪化的艾克木汗吐烈出城与援军汇合，最终控制乌鲁木齐。徐学功和回民军队损失超过15000人，徐学功的弟弟徐学策、徐学义在迪化城南炮阵中阵亡。

### 与清廷合攻白彦虎
徐学功的勇猛被清政府所关注，清政府准备将汉民团收编。同治十年（1871年），清政府派参将白世泰授予徐学功六品军功，并将其民团编入镇西营。同治十一年（1872年），景廉请奏，将徐学功等分立营名。将镇西营改为振武营，徐学功居振武中营。同治十一年（1872年）冬季，徐学功连续攻下昌吉、呼图壁并率兵攻入迪化城。同治十二年四月（1873年），从哈密帮办大臣升为乌鲁木齐都统的景廉赴任。景廉首次与徐学功见面，不仅询问敌情，还奏保徐学功昌吉游击补用。然而在徐学功前往古城与景廉相见之时，阿古柏部突袭徐学功南山营地，徐学功的家属被屠戮，积储被掠夺。徐学功在迪化城北门集结军队准备追击阿古柏，却遭到伏击。徐学功不得不率部撤退至沙山子（今新疆生产建设兵团第六师新湖农场，玛纳斯县以北）。
控制乌鲁木齐后，阿古柏开始集结乌鲁木齐、古牧地等地军队准备进一步进攻。在攻击绥来时，妥明在城池将要被攻破之时服毒自杀。同治十二年（1873年）四月，白彦虎进入新疆投靠阿古柏。而徐学功与昌吉汉民团首领赵文斌回合，赵文斌的民团营地在沙枣园。八月，白彦虎率马队3000多人进军昌吉、呼图壁和玛纳斯。在乌鲁木齐都统景廉派遣的黑龙江营依勒以及回民军队的配合下，在沙枣园（今新疆生产建设兵团第六师一〇五团团场一带），徐学功以数百骑兵击退白彦虎部。十一月，徐学功又在三道厂河擒获白彦虎死党余世龙。除此之外，徐学功部因熟悉南山到达坂城、芨芨槽子一带的小道。时常在这些地方设伏，袭击从吐鲁番到乌鲁木齐的阿古柏商队。
因为沙山子是产粮的重地，在光绪元年（1875年），徐学功的部队屯田获得丰收，除了用于自己民团的使用外，还上缴了50万斤的军粮。而马桥城距离沙山子仅数十里之遥，马桥城和沙山子等地形成唇亡齿寒的关系。也是因此，同治十二年底到次年正月（1873年12月到1874年2月）间，阿古柏不断骚扰玛纳斯等地，徐学功只能在沙山子、马桥城等地与其周旋，清政府也数次派兵支援。同治十三年正月初八（1874年2月24日），白彦虎一度攻上马桥城，景廉因徐学功兵力单薄，派遣沙克都林所布和福珠哩马队支援，在清政府官兵的支援下，徐学功多次获胜。

### 与俄軍的战斗
同治十年七月（1871年），俄罗斯帝国占领大部分伊犁后，在塔尔巴哈台附近设卡，并驻兵200余人。徐学功率兵从布伦托海（乌伦古湖）途径俄哨卡时，俄军突然对其进行炮轰。徐学功随即率兵接近俄哨卡，杀死俄士兵90余人。次年冬季，400余俄军伪装成前往玛纳斯进行贸易的商队，携带子弹枪药进入新疆。在途径距离绥来80里的石河子（今石河子市）被徐学功部发现。此时，徐学功部队人数较少，便前往告知：前方哨卡众多，商人需要携带护符，分批前进，才能保证没有危险。俄听信此言，便分40多队，向前进发。当俄人还剩34人时，徐学功将他们斩杀，并将先前出发的逐个击破，仅留一人返回报信。徐学功缴获了俄国人的枪支弹药、骆驼、羊、货及俄国钞票二万两。后来徐学功将除了将枪械弹药留营备用之外，将其他的战利品分发给贫困户。而当报复的俄军抵近南山时，看到徐学功已经做好准备，严阵以待，最终只得返回。俄人从此未向东进军一步。

### 追随左宗棠
光绪二年（1876年），左宗棠开始收复新疆。在占领古牧地等地后，左宗棠于当年二月底决定攻打玛纳斯北城。此役由金顺为帅，徐学功、凉州副都统额尔庆额及总兵冯桂增准备在大河厂会师，然而在徐学功军未抵达的时候，额尔庆额、冯桂增在二十九日夜里提前向玛纳斯北城发动进攻。冯桂增率先进入城内，并击杀数百阿古柏部队。然而天亮时还未占领城池，阿古柏数千援军却已经抵达并包围额尔庆额、冯桂增，二人不得不突围而出，最终冯桂增战死。第一次玛纳斯北城战失败。徐学功在额、冯兵败后，回兵并告知左宗棠。徐学功虽然没有率兵救援，但额、冯二人未知会徐学功这事并不是徐学功能知道的，最终徐学功由金顺摘取翎顶免议。六月，二次攻打北城战中，徐学功在此参战。先在沙山子策应，后又随福珠哩进攻北城。二十九日，北城被清军占领。
这年九月，攻打玛纳斯南城战事开始。徐学功统领马队。攻打南城之战清军死伤惨重，总兵长大发、杜生万等人阵亡。清军不得不派遣刘锦棠的湘军前往支援。十九日，阿古柏的总领海晏前往徐学功营乞抚，金顺则表示需要缴械方才招降。二十一日，阿古柏军3000人突然从南城西门走出，妇女在中间而周围则是持械军人。金顺严阵以待的同时命徐学功前往开导，让阿古柏军缴械免死。然而此时，阿古柏的元帅何禄突然开炮，徐学功立刻率兵向前生擒何禄并在阵前将其斩杀。稳定住局势后，金顺进入玛纳斯南城，清军占领北疆大部。
光绪三年（1877年），阿古柏围困蒙古土尔扈特部于焉耆北山。徐学功接到蒙古人的求援信息后，率兵从山间小径驰援击退阿古柏部。徐学功和土尔扈特部签订了互助信条，超过20名的蒙古猎人应邀加入徐学功的民团。

### 晚年生活
收复玛纳斯南城之后，徐学功受左宗棠之命在玛纳斯、呼图壁各城开始整顿屯田事宜，招募各地民团，并为他们提供种子、农器等工具，担负起了屯垦戍边的任务。光绪六年（1880年），徐学功因为严惩抢劫的军官而被罢官。光绪十九年（1893年），甘肃新疆巡抚陶模重新启用徐学功，徐学功被任命为昌吉游击。光绪二十年（1894年），徐学功改任库尔喀喇乌苏游击，但驻地却在迪化。次年，徐学功升任迪化总兵。光绪三十四年（1908年），徐学功因故遭解职，后住在昌吉县。已经年过古稀的徐学功，此时仍然擅长骑射。这一年，徐学功又复任迪化督右营游击。宣统三年（1911年），徐学功调任喀喇沙尔营参将，然而在民国元年（1912年），徐学功在迪化病故。

## 评价及轶事
徐学功数十年的征战使其在当地百姓中有较高声望，人们称他为“徐统领”、“南山王”或者“关外三义士”之一。清朝末年由袁大化编纂的《新疆图志》中，称徐学功为一时枭雄。不仅如此，《新疆图志》也将拒俄的功劳记在了徐学功身上。民国二十五年（1936年），曾问吾出版的《中国经营西域史》中，将徐学功等人的功绩比作李元忠、张议潮，认为其“后先映辉也”。《湘军记》称其“勇略冠一时，中外同皆畏之。”
民国十六年（1927年），黄文弼随中国西北科学考察团前往新疆进行考察，到达乌苏与当地县长见面时谈及到了徐学功。虽然徐学功仅为参将，但他的名声在新疆是妇孺皆知。民国初年国会议员选舉時，一人投票給徐学功，而此时徐学功早已逝世。问其原因，回答说只有徐学功有资格当选国会议员，其他人都不行。但最终此人也因此被杀。